# Truncatella subcylindrica
Espèce
Truncatella subcylindrica est une espèce de petit gastéropode prosobranche habitant la partie haute des estrans marins et appartenant à la famille des Truncatellidae.

## Description
Sa coquille revêt deux aspects différents selon l’âge de l’animal. Chez les jeunes, elle est tronconique, possède 6-7 tours et est coiffée par la coquille larvaire (protoconque). Par contre, chez les adultes, elle est presque cylindrique, tronquée à l’extrémité opposée à l’ouverture, elle atteint une longueur de 5 mm, et comporte 3 ou 4 tours. Ces derniers sont légèrement renflés et marqués de fines côtes longitudinales. Il existe des individus lisses. Cette double apparence résulte du fait qu’à maturité les tours juvéniles se séparent du reste de la coquille. L’orifice qui en résulte à son extrémité est obturé par une paroi arrondie. La coquille est blanche chez les jeunes, brune chez les adultes.
Le corps de l’animal est blanchâtre, translucide sauf le bulbe buccal, rosé, et les yeux noirs. Ces derniers comportent à leur partie antérieure une lentille blanche.
Les deux tentacules sont courts, obtus et triangulaires.

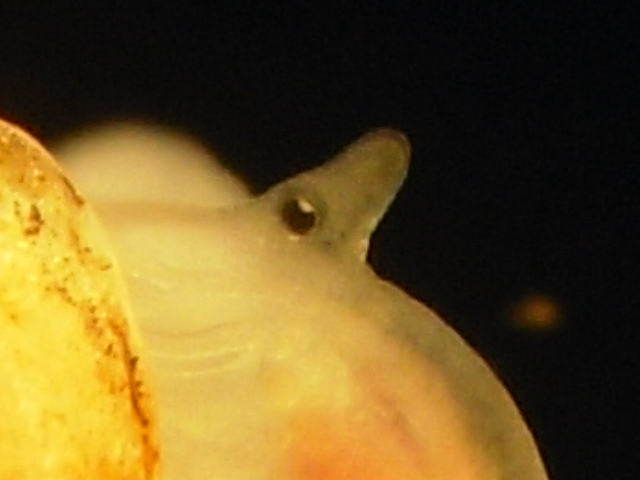
T. subcylindrica : tentacule et œil avec sa lentille blanche antérieure.
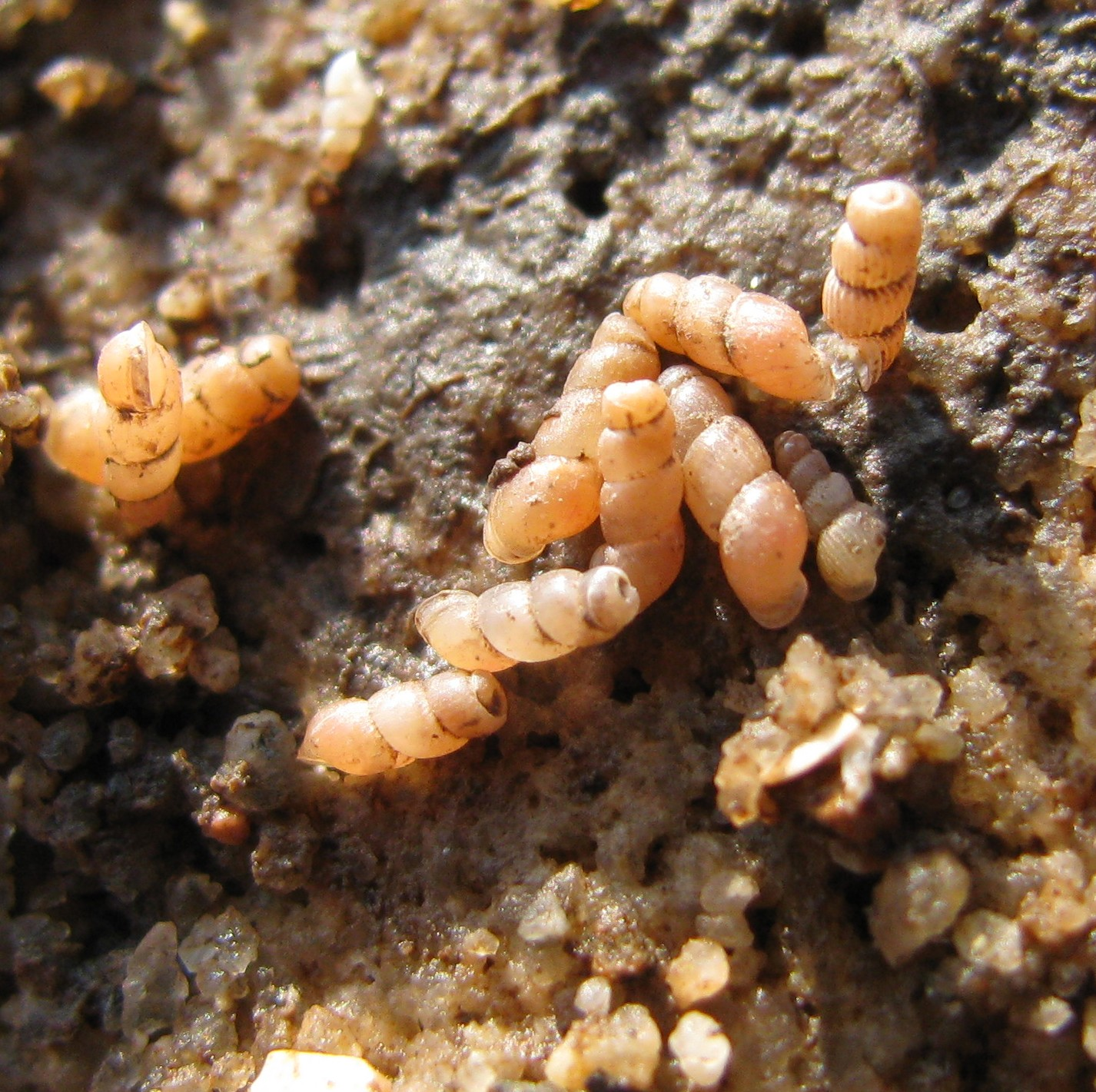
Groupe de T. subcylindrica à la face inférieure d'un bloc.

## Biologie
T. subcylindrica vit sous les blocs plus ou moins enfoncés dans les sédiments grossiers de la région haute des estrans (étage supralittoral) ou sur le sol, sous la végétation du schorre (Suaeda sp., Halimione portulacoides par exemple). Malgré ce genre de vie, essentiellement en milieu aérien, mais humide, l’animal a une respiration branchiale. Il s’alimente de détritus ou broute directement les végétaux.
Les sexes sont séparés, les œufs isolés sont enveloppés dans une capsule, leur développement est direct (pas de larve planctonique)

## Distribution
Il est présent dans le sud de l’Angleterre, sur les côtes de France, d’Espagne et du Portugal ainsi qu’en Méditerranée, jusqu’à la mer Noire et la mer d'Azov . Il existe un signalement sur la côte est des États-Unis au XIXe siècle.